# バレンシアの寡婦
『バレンシアの寡婦』または『ヴァレンシアの寡婦』（ - かふ、ロシア語：Валенсианская вдова, スペイン語：La viuda valenciana, 英語：The Valencian Widow）は、アラム・ハチャトゥリアン作曲の劇付随音楽。スペインの劇作家ロペ・デ・ベガが17世紀初頭に書いた同名の戯曲のソ連での上演のために作曲され、後に演奏会用組曲が編まれた。

## 日本語の題名
本作品の舞台となるバレンシアはスペインの都市であるため、タイトル内のValenciaは、一般的なスペイン語の日本語表記に基づくと『バレンシア～』となる（このため本記事ではこの表記を用いる: スペイン語ではVは通常Bと発音される）が、ハチャトゥリアンの楽曲に関しては専門的な書籍や演奏会の演目などにおいて『ヴァレンシア～』と表記されることが比較的多い。また、『寡婦』を『未亡人』とする場合もある（寡婦#日本も参照）。

## 劇の概要
- 初演：1940年11月14日 モスクワ・レーニンスキー＝コムソモール劇場
- 制作：イヴァン・ベルセーネフ
- 演出・主演：ソフィア・ギアツィーントヴァ

### あらすじ
スペイン・バレンシアの街に住む、美しく裕福な寡婦レオナルダ。彼女を手に入れようとする2人の男オットーとヴァレリオは互いに策を巡らせあうが、最後にレオナルダが選んだのは、彼らのどちらでもない第3の男カミロであった。

## 組曲
ハチャトゥリアンは1952年に、指揮者ゲンナジー・カーツの勧めにより、『バレンシアの寡婦』に使用された音楽から6曲を抜粋して管弦楽組曲に編曲した。演奏時間は約25分。

### 楽器編成
フルート（ピッコロ）2、オーボエ2、クラリネット2（B♭管、A管）、ファゴット2、ホルン4、トランペット3、トロンボーン3、チューバ、ティンパニ、トライアングル、カスタネット、ウッドブロック、小太鼓、大太鼓、シンバル、鉄琴、木琴、チェレスタ、ハープ、弦五部（第1ヴァイオリン、第2ヴァイオリン、ヴィオラ、チェロ、コントラバス） 

### 曲構成
速度・調および拍子は、基本的に曲の冒頭部分のもの。括弧内は英語の題名。
1. イントロダクション（Introduction） アレグロ 変イ長調 3/4拍子
2. セレナーデ（Serenade） アレグレット ニ短調 2/4拍子
3. 歌（Song） モデラート ニ長調 3/4拍子
4. こっけいな踊り（Comic Dance） アレグロ ヘ長調 2/4拍子
5. 間奏曲（Intermezzo） アンダンテ ロ短調 4/4拍子
ハチャトゥリアンはこの楽章の主題を、後の作品『スパルタクス』においても用いている。
6. 舞曲（Dance） アレグロ・モルト イ短調・イ長調 2/4拍子